# Vesolje, me slišiš?
Vesolje, me slišiš? (v izvirniku See You in the Cosmos) je mladinski roman kitajsko-ameriškega pisatelja Jacka Chenga, ki je prvič izšel leta 2017. Gre za pisateljevo drugo knjigo in njegov prvi mladinski roman. 

## Zgodba
Zgodba se bere kot zapis zvočnih posnetkov, vrti pa se okoli enajstletnega Alexa Petroskega. Alex je nadebudni ljubitelj astronomije in raketarstva, ki živi sam z duševno bolno materjo. Deček sam skrbi zase in za gospodinjstvo. Pri treh letih je izgubil očeta, starejši brat pa se je odselil od doma. Aleks je prepričan, da daleč v vesolju obstaja inteligentno življenje, zato na svoj ipod snema različne zvoke z Zemlje, ki jih namerava v vesolje poslati na svoji raketi Voyager 3. Brez mamine vednosti se s kužkom, poimenovanem po svojem vzorniku, Carlu Saganu, odpravi na pot iz domačega Kolorada v Novo Mehiko na Šov amaterskih raketnih modelarjev. Pot postane prava pustolovščina, na poti spozna veliko dobrih ljudi, ki pa ga ne morejo obvarovati pred uničujočimi skrivnostmi, ki se druga za drugo razkrivajo pred njim.